# 船原幸信
船原 幸信（ふなはら ゆきのぶ、1953年 <昭和28年> 4月14日 - ）は、日本の地方公務員 (技術公務員)。熊本県土木部長、熊本県建設技術センター理事長を歴任。瑞宝小綬章受章者。

## 人物・経歴
1977年3月 九州大学工学部卒業。同年 熊本県採用、1998年 (平成10年) 土木部道路建設課主幹、1999年 同部都市計画課主幹（都市圏道路担当）、2001年 球磨地域振興局土木部主幹兼工務課長、2003年 鹿本地域振興局土木部企画調査課長、2005年 土木部土木審議員兼土木技術管理室課長補佐、2007年 阿蘇地域振興局土木部長、2008年 土木部都市計画課長、2010年 上益城地域振興局長、2012年 土木部長。新熊本県建設産業振興プランとアクションプログラムに基づき、企業戦略としての取り組みを積極的に支援していく姿勢を強調。熊本市の政令指定都市移行に伴って県職員を派遣するなど同市との緊密な連携に取り組んだ。
県職員退職後に熊本県建設技術センター理事長。奇しくも2016年に発災した熊本地震の1年前に「災害復旧実務」研修会を開催。

## 栄典
2023年11月 令和5年秋の叙勲で瑞宝小綬章を受章。